# 小行星3198
小行星3198（3198 Wallonia）是一颗围绕太阳公转的小行星。1981年12月30日，弗朗索瓦·多桑（François Dossin）在上普罗旺斯发现了此天体。
該小行星以比利時瓦隆大區命名。
这颗小行星的绝对星等为40.56574等。